# Симон V Векер фон Цвайбрюкен-Бич
Симон V (IV/VI) Векер фон Цвайбрюкен-Бич (на немски: Simon V Wecker, Graf von Zweibrücken, Herr zu Bitsch; † сл. 1426/1437?) от род Валрамиди е граф и господар на Цвайбрюкен-Бич.

## Произход
Той е първият син на граф Ханеман II фон Цвайбрюкен-Бич († ок. 1418) и съпругата му Имагина фон Йотинген († 1450), дъщеря на граф Фридрих III фон Йотинген († 1423) и втората му съпруга херцогиня Еуфемия фон Силезия-Мюнстерберг († 1447). Племенник е на граф Симон Векер IV (V) фон Цвайбрюкен-Бич († 1406/1407). Брат е на Фридрих II фон Цвайбрюкен-Бич († 1474), граф на Цвайбрюкен-Бич (1418 – 1474).
Територията минава през 1570 г. към Графство Ханау-Лихтенберг и 1572 г. към херцогство Лотарингия.

## Фамилия
Симон V (IV/VI) Векер фон Цвайбрюкен се жени за Елизабет фон Марк († сл. 1479), дъщеря на Еберхард II фон Марк-Аренберг († 1440/1454) и Мари де Браквемонт от Седан († 1415). Те нямат деца.
Вдовицата му Елизабет фон Марк се омъжва втори път на 1 март 1436 г. за граф Георг I фон Сайн-Витгенщайн († 7 май 1472).